# Vesuvius (vulkaan)
De Vesuvius is een actieve vulkaan aan de westkust van Italië ten zuidoosten van Napels. De naam "Vesuvius" is afkomstig van het Oskisch "fesf", wat rook betekent. De vulkaan ligt in de vlakte van Campanië, heeft een doorsnede van acht kilometer en is 1281 meter hoog.
De Vesuvius is een stratovulkaan; strato- is afgeleid van stratum, Latijn voor 'laag'. Een stratovulkaan bestaat uit een afwisseling van lagen as en lava, die in de twee stadia van een uitbarsting van dit type vulkaan worden gevormd. De Vesuvius ligt in de caldera van een oudere vulkaan, de Monte Somma. De caldera is ongeveer 18.300 jaar geleden gevormd. Een vulkaan in een caldera wordt ook wel sommavulkaan genoemd.
In het jaar 79 kwam de Vesuvius tot uitbarsting, waarbij de Romeinse steden Pompeï, Herculaneum, Oplontis en andere nederzettingen werden verwoest. Tijdens de uitbarsting werd een wolk van stenen, as en vulkanische gassen tot wel 30 km in de lucht geworpen. De omgeving werd bedolven onder enorme hoeveelheden pyroclastisch materiaal. Bij de uitbarsting zouden meer dan duizend mensen zijn omgekomen. Het enige overgebleven ooggetuigenverslag van de gebeurtenis zijn de twee brieven van Plinius de Jongere aan de historicus Tacitus.
De Vesuvius is sindsdien vele malen uitgebarsten; de laatste keer was in 1944. De Vesuvius wordt beschouwd als een van de gevaarlijkste vulkanen ter wereld vanwege de miljoenen mensen die dichtbij genoeg wonen om door een uitbarsting te worden getroffen. In de eigenlijke gevarenzone wonen ongeveer 600.000 mensen, meer dan bij enige andere vulkaan in de wereld het geval is. Sinds 1995 wordt de Vesuvius (en het omliggende gebied) beschermd als Nationaal park Vesuvius.

## Mythologie
De Vesuvius kent een rijke historische en literaire traditie, en is mede hierdoor een van de bekendste en best bestudeerde vulkanen ter wereld. Aan de Vesuvius werden ten tijde van het Romeinse Rijk goddelijke eigenschappen toegeschreven (Genius). De Vesuvius verschijnt onder meer in de decoratieve fresco's die in de ruïnes van Pompeï zijn ontdekt. In de Romeinse mythologie werd de Vesuvius onder meer in verband gebracht met Hercules. Het is onduidelijk of de nabijgelegen historische stad Herculaneum naar deze figuur vernoemd is. Een epigram van de dichter Marcus Valerius Martialis uit 88 na Christus wekt de indruk dat zowel Venus, de patrones van Pompeï, als Hercules werd aanbeden in het gebied dat verwoest werd tijdens de uitbarsting van 79.

## Geologie

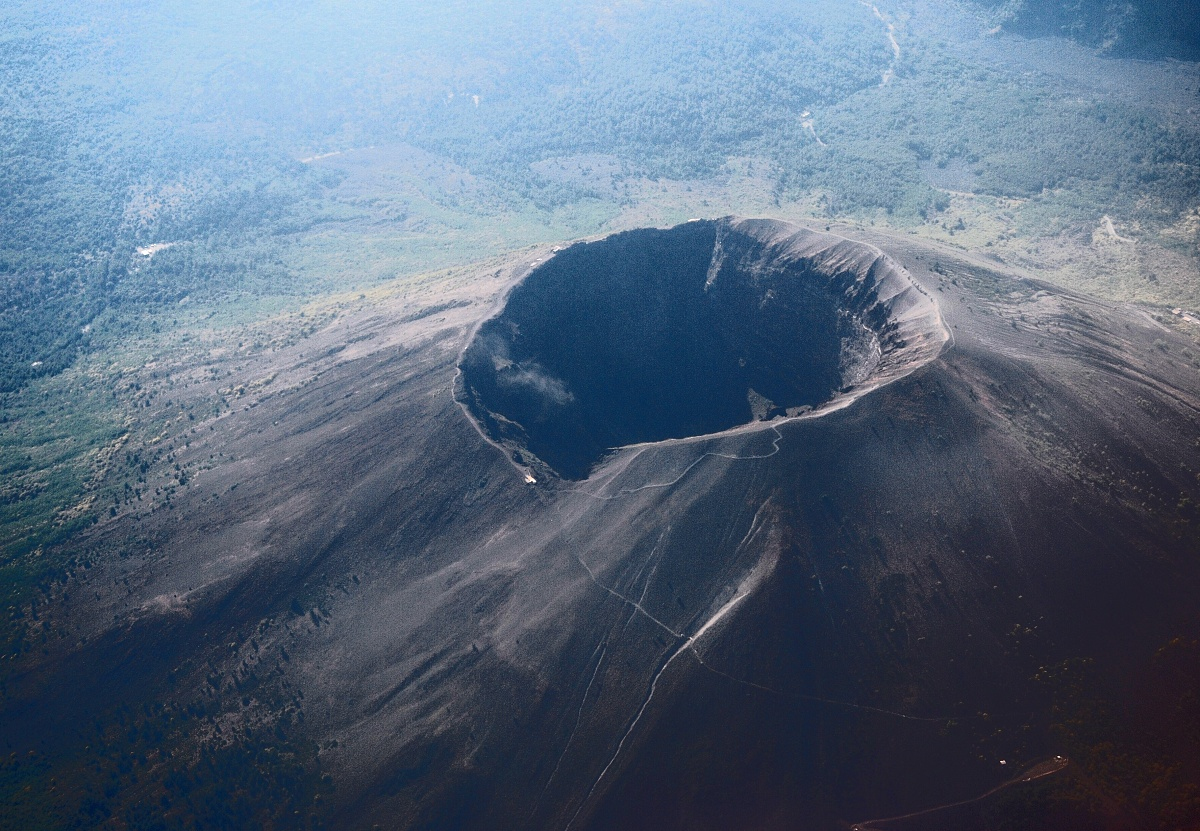
Luchtfoto van de hoofdkrater (Gran Cono)

De Vesuvius is een middelgroot vulkanisch complex, bestaande uit een krater (Gran Cono) die gedeeltelijk omgeven wordt door een steile caldera, die ontstaan is bij de ineenstorting van een eerdere (en oorspronkelijk veel hogere) structuur genaamd Monte Somma. De Gran Cono werd grotendeels gevormd tijdens de uitbarsting van 79. Om deze reden wordt de vulkaan ook wel de Somma-Vesuvius genoemd. De oorspronkelijke caldera werd gevormd tijdens een uitbarsting van ongeveer 17.000–18.000 jaar geleden.
De hoogte van de hoofdkrater is 1281 meter. Monte Somma is 1132 meter hoog, en wordt gescheiden van de hoofdkrater door een vallei (Atrio di Cavallo) die ongeveer 5 km lang is. Grote delen van de hellingen van de vulkaan zijn dicht begroeid met struikgewas of bossen, en wijngaarden op lagere hoogten. Hoewel de Vesuvius beschouwd wordt als een actieve vulkaan, is zijn huidige activiteit beperkt tot zwavelige stoom uit kleine openingen aan de onderkant en in de wanden van de krater. 
De Vesuvius is een stratovulkaan op de Adriatische plaat, de convergente plaatgrens tussen de Afrikaanse plaat en de Euraziatische plaat. Lagen van lava, as, scoria en puimsteen vormen de vulkanische krater. In mineralogisch opzicht vertonen deze gesteenten een diverse samenstelling, maar over het algemeen zijn ze arm aan silica en rijk aan kalium. Bij de meer explosieve uitbarstingen werd het uitvloeiingsgesteente fonoliet gevormd.

## Stadia in de uitbarsting
1. Bij de uitbarstingen worden in het eerste stadium grote hoeveelheden as, stof en stenen uitgebraakt gedurende de eerste vier tot acht uren. De hoeveelheden stenen en as kunnen enorm zijn en een metersdikke laag vormen. Gebouwen worden hierdoor vernield.
2. In de tweede fase van de eruptie is er de gloeiendhete pyroclastische golf die langs de flanken van de Vesuvius naar beneden stroomt. Er is berekend dat het slechts vier minuten duurde voor deze massa de stad Herculaneum bereikte, terwijl die stad op zeven kilometer van de krater ligt.

## Uitbarstingen

### De eruptie van het jaar 79

Romeinse steden geraakt door de uitbarsting van Vesuvius

De bekendste eruptie van de Vesuvius is die van 79. Dit was de hevigste uitbarsting die tot nu toe in historische tijden plaatsvond. De top van de vulkaan explodeerde en de Romeinse plaatsen Pompeï, Stabiae en Oplontis werden volledig bedolven onder as en puimsteen, terwijl een pyroclastische golf Herculaneum trof. Ook verspreidden giftige gassen als koolstofmonoxide (CO) zich door Pompeï. Ongeveer 10.000 mensen werden gedood, waarvan maar 2300 lichamen zijn teruggevonden. Uit recent wetenschappelijk onderzoek is gebleken dat mensen levend werden gekookt (in Herculaneum), "gezandstraald" door de gloeiend hete aswolk en vervolgens levend ontvleesd. De hersenpan explodeerde doordat de temperatuur van het superhete gas tussen de 500 en 550 graden Celsius bedroeg. Een paar dagen voor de eruptie is Pompeï ook getroffen door een aardbeving waar ook nog andere slachtoffers bij vielen.
Het verloop van deze ramp is vooral bekend door een ooggetuigenverslag van Plinius de Jongere in een brief aan de geschiedschrijver Tacitus (Epistulae VI, 16). Plinius Minor maakte aantekeningen gedurende de uitbarsting vanuit Kaap Misenum - een stad aan de andere kant van de baai en zo'n 30 kilometer van de Vesuvius. Ondertussen trok zijn oom Gaius Plinius Secundus maior, ook wel bekend als "Plinius de Oudere", eropuit om mensen te gaan redden. Hij kon echter nergens aan land gaan. Uiteindelijk besloot hij naar Stabiae te gaan, maar Plinius de Oudere zou het niet overleven. Hij overleed aan de giftige gassen van de Vesuvius op het strand van Stabiae. Omvangrijke vulkaanuitbarstingen met een hoge eruptiekolom, asregens en gloedwolken worden Plinische erupties genoemd, naar de oudere en jongere Plinius.

#### Slachtoffers
Historische slachtoffers van de eruptie zijn:
- Drusilla Judea, achterkleindochter van Herodes de Grote
- Haar zoon Marcus Antonius Agrippa
- Plinius de Oudere, een wetenschapper, oom van Plinius de Jongere die de eruptie en de dood van zijn oom in twee brieven aan zijn vriend Tacitus beschreef.

### Andere uitbarstingen
In de loop van de geschiedenis heeft de Vesuvius nog verscheidene keren zijn macht getoond en nog vele mensen gedood en steden vernield: in 1631 (deze was bijna even zwaar als de uitbarsting van 79), 1794, 1826, 1872, 1878, 1906, 1913, 1926, 1929 en voor het laatst in 1944. Deze uitbarstingen waren echter minder spectaculair en eisten minder slachtoffers dan de uitbarsting in 79. Bij de uitbarsting van 1944 is de lava niet via de bovenkant ontsnapt, maar via de zijkant van de vulkaan, waardoor een groot gat onder de oude korst ontstond. Dit gat is gevuld geraakt doordat de korst erboven instortte. De kraterbodem van vóór 1944 is als een donkere laag te zien vlak onder de huidige kraterrand.

## Ronde van Italië
De Giro d'Italia kende op 29 mei 2009 een finish op de Vesuvius. Winnaar van de etappe werd Carlos Sastre. Dat was overigens geen primeur, want de Giro deed al twee keer eerder deze vulkaan aan. In 1959 kwam Charly Gaul er in de roze trui als eerste boven. 31 jaar later won de Spanjaard Eduardo Chozas op de Vesuvius.

## Media
Over de uitbarsting van de Vesuvius in 79 na Christus zijn meerdere films gemaakt. Een voorbeeld is Pompeii: The Last Day, een docudrama uit 2003 over de uren van de uitbarsting van de Vesuvius. De film werd geproduceerd door de BBC. In de film Pompeii uit 2014 werd een vrij realistisch beeld geschetst van de pyroclastische stroom die in het jaar 79 de bevolking trof.

## Trivia
In enkele talen, waaronder het Duits, heet de Vesuvius "Vesuv", dat door Italianen wel als afkorting van "Vesuvius" wordt gebruikt en, door verschillende oorzaken, ook min of meer als "koosnaampje". De Vesuvius is in de wijde omtrek te zien als een soort herkenningspunt, een zekere mate van vertrouwen dat er geen ramp zal gebeuren als hun "Vesuv" echt zou uitbarsten (onder andere menend dat er tijdige waarschuwing zal zijn door vulkanologen en seismografen) en vooral het toerisme waarvan men in de wijde omgeving van de Vesuvius profiteert.

## Foto's

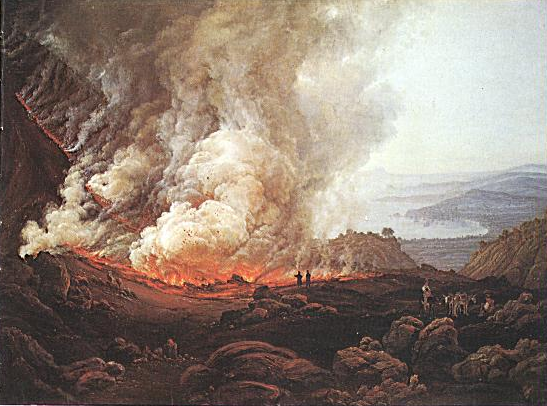
J.C. Dahl: Uitbarsting Vesuvius (1826) - Schilderij
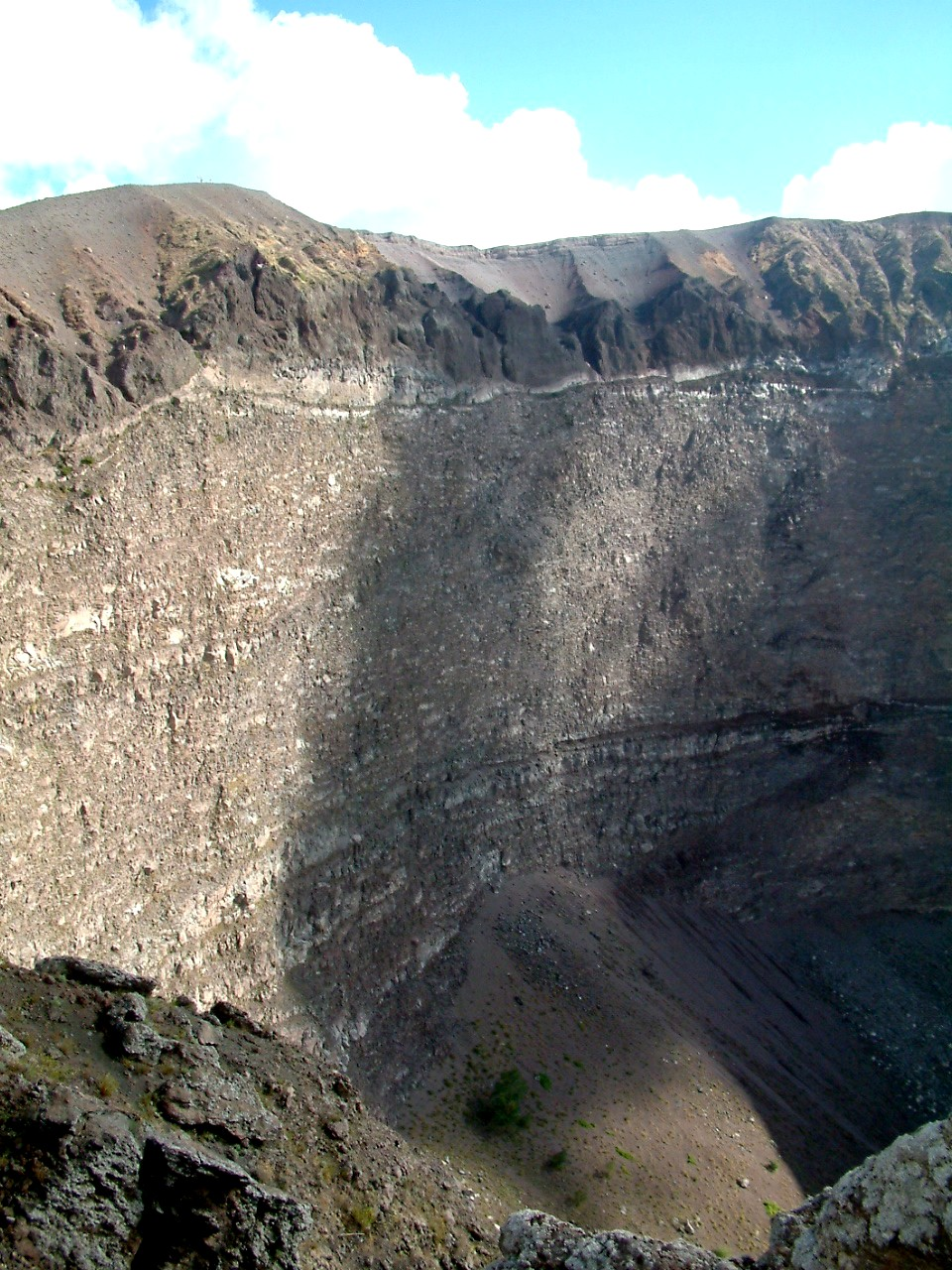
De bodem van vóór 1944 is de donkere laag iets onder de rand.
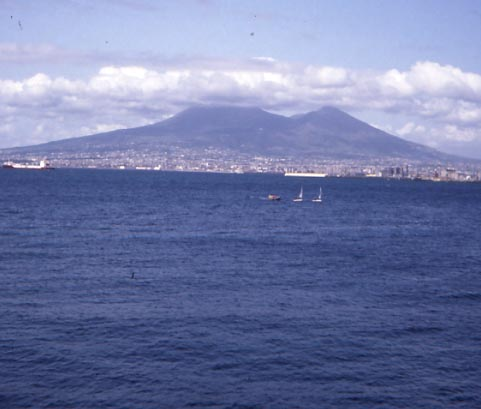
Vesuvius vanaf zee
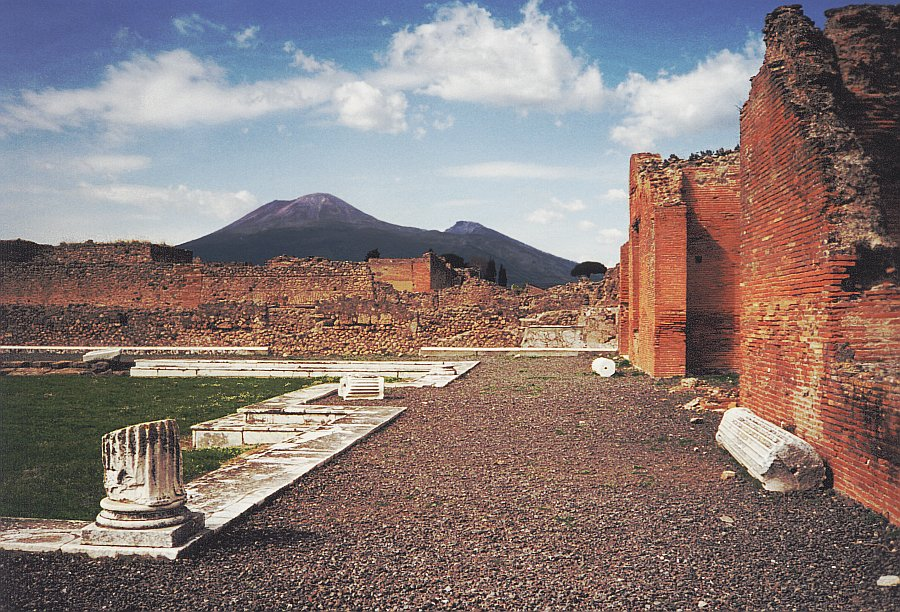
Vesuvius vanuit Pompei
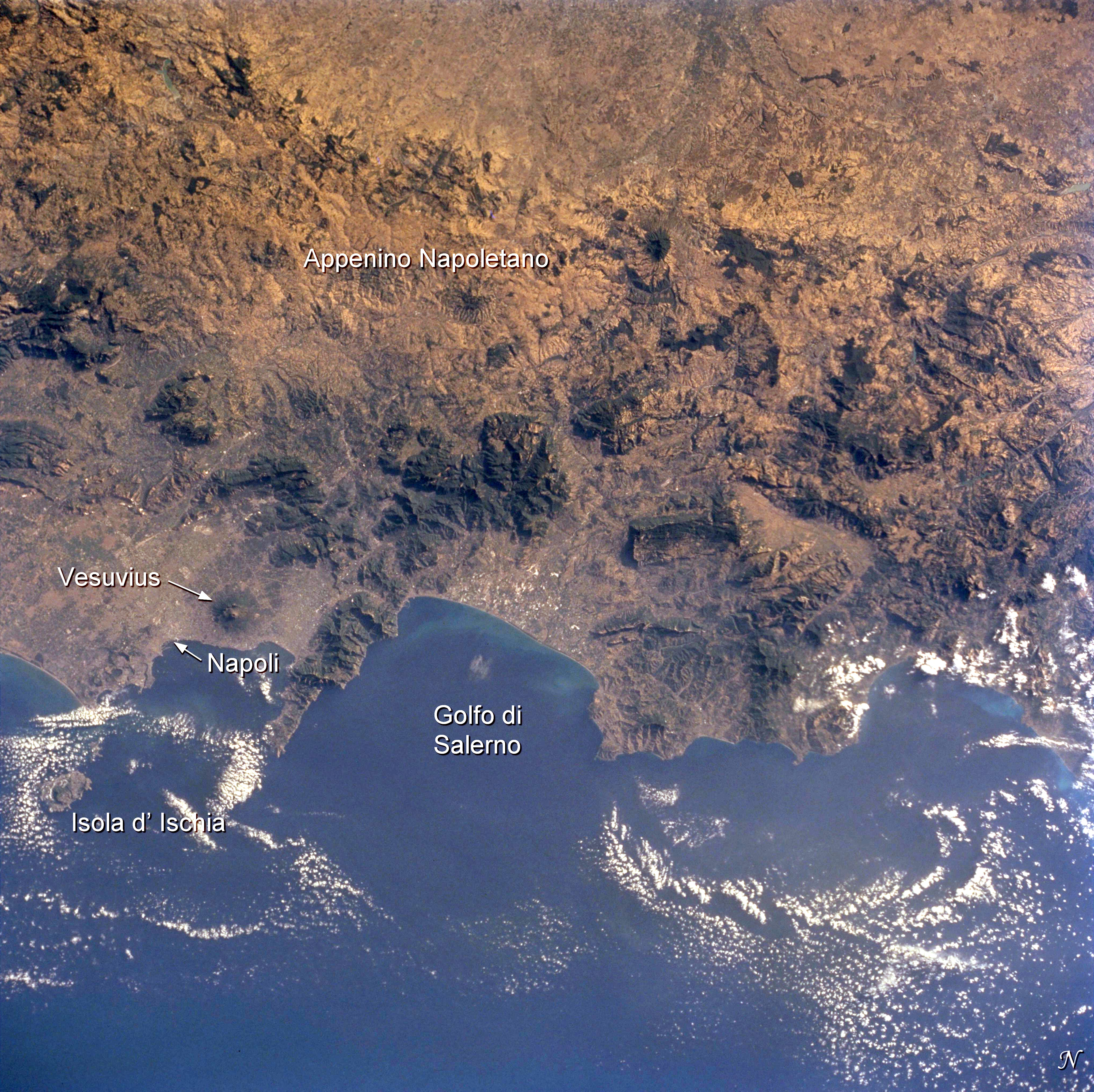
De Vesuvius vanuit de Space Shuttle op 23 juli 2001 Bron: NASA
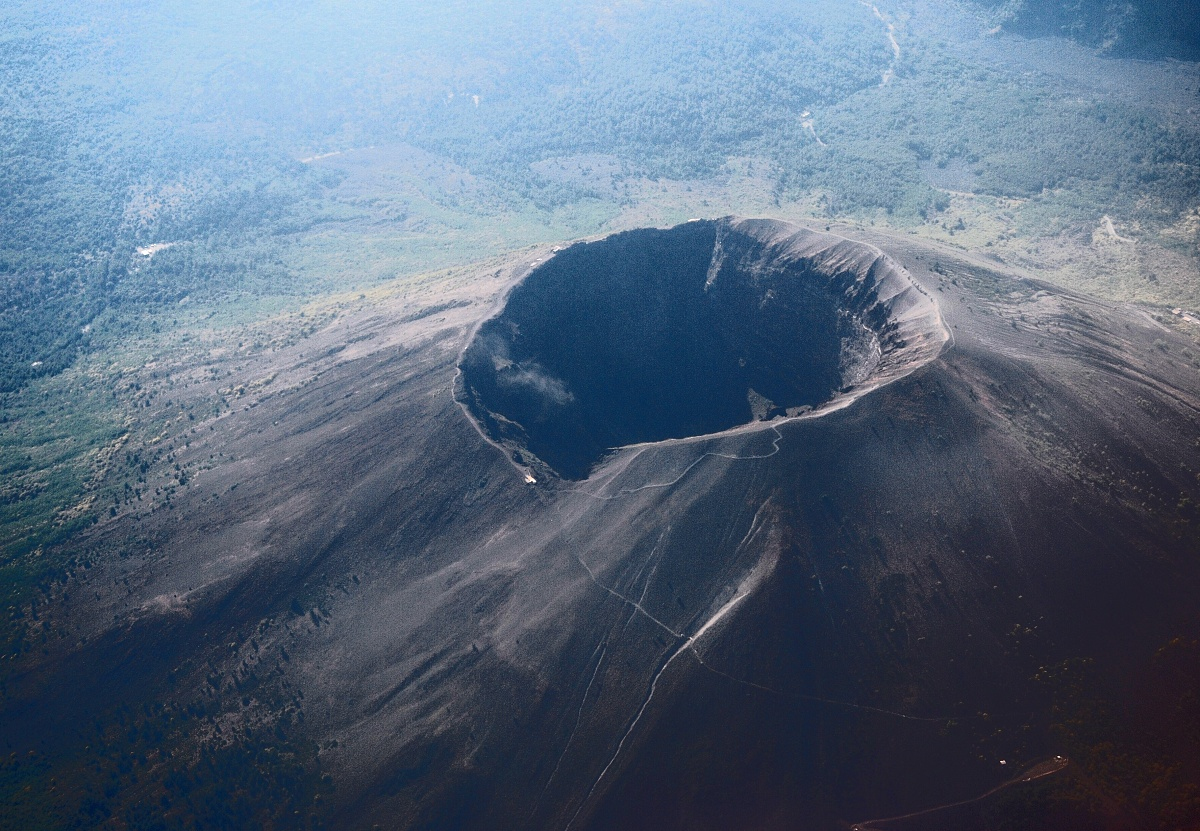
Vesuvius